# José Alfredo Peñaloza
José Alfredo Peñaloza Soto (ur. 29 marca 1974 w mieście Meksyk) – meksykański sędzia piłkarski. Posługuje się językiem hiszpańskim.
Profesjonalną karierę arbitra rozpoczynał w 2001 roku, początkowo prowadził mecze drugiej ligi meksykańskiej – Primera División A. W ojczystej Primera División de México zaczął sędziować w wieku 33 lat – zadebiutował w niej 4 sierpnia 2007 w zremisowanej 1:1 konfrontacji Morelii i Veracruz, notując udany występ. Arbitrem międzynarodowym jest od 2010 roku; pierwszym międzypaństwowym meczem o stawkę, który poprowadził, było rozegrane 12 października 2011 spotkanie Gwatemali z Belize, wchodzące w skład eliminacji do MŚ 2014. W tym samym roku sędziował także w dwóch meczach Turnieju w Tulonie.